# 聖斯德望教堂 (塞克什白堡)

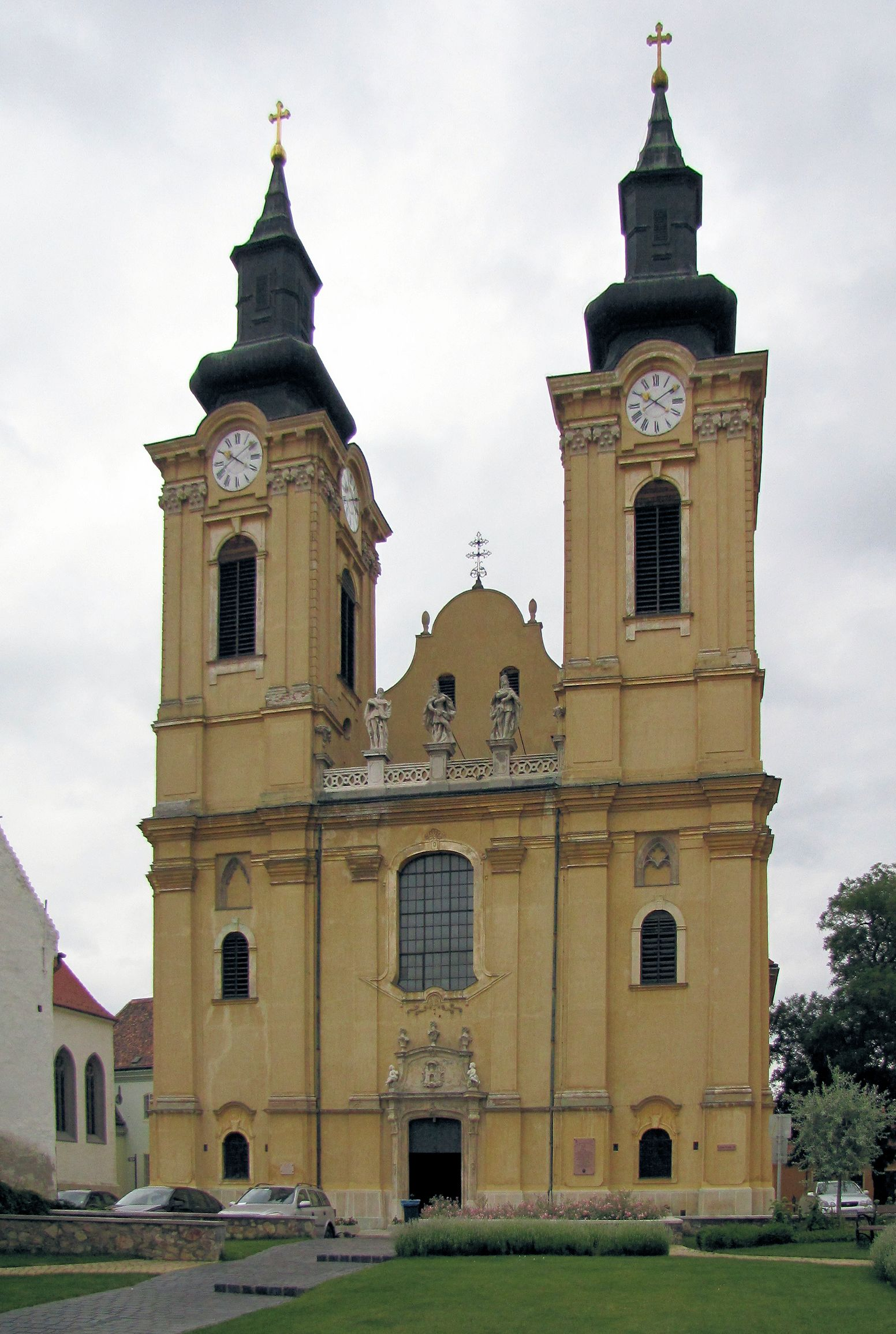

聖斯德望教堂（匈牙利語：Szent István-székesegyház）是位於匈牙利城市塞克什白堡的一座教堂。聖斯德望教堂為巴洛克式建築。